# Sălașu de Sus
Sălașu de Sus é uma comuna romena localizada no distrito de Hunedoara, na região histórica da Transilvânia. A comuna possui uma área de 223.05 km² e sua população era de 2494 habitantes segundo o censo de 2007.